# Liolaemus jamesi
Liolaemus jamesi este o specie de șopârle din genul Liolaemus, familia Tropiduridae, descrisă de Boulenger 1891.

## Subspecii
Această specie cuprinde următoarele subspecii:
- L. j. jamesi
- L. j. aymararum
- L. j. pachecoi